# Mikhaïl Kirponós
Mikhaïl Petróvitx Kirponós (en rus Михаил Петрович Кирпонос; en ucraïnès Михайло Петрович Кирпонос, Mikhailo Petróvitx Kirponós) (12 de gener de 1892 – 20 de setembre de 1941) va ser un general ucraïnès de l'Exèrcit Roig. Havent guanyat la màxima condecoració militar soviètica, l'Estrella d'Or d'Heroi de la Unió Soviètica, per la seva habilitat i el seu coratge en comandar una divisió a la Campanya de Finlàndia de 1939-40, Kirponós és més recordat pel seu paper crucial en l'organització i el comandament de la defensa de la Ucraïna soviètica i Kíev durant els primers mesos de la invasió de la Unió Soviètica pels exèrcits de l'Eix, encapçalats per l'Alemanya Nazi.
Tot i que el desenvolupament inicial de la Gran Guerra Patriòtica va ser llargament catastròfic per a la Unió Soviètica, s'atribueix a Kirponós el fet de restaurar la capacitat de lluita a les unitats sota el seu comandament. Després d'un desordre complet de les defenses soviètiques davant l'avanç alemany, Kirponós organitzà la defensa de Kíev, que retardà significativament l'avanç nazi i desbaratà la blitzkrieg amb què Hitler planejava aconseguir una ràpida victòria a la guerra.
El general Kirponós morí en acció durant la defensa de Kíev, que els soviètics acabaren molt malament tant per l'aclaparador avantatge alemany com pels greus errors de Stalin i dels alts comandaments militats. Això no obstant, quan ja fa més de 16 anys de la caiguda de la Unió Soviètica, es té en gran consideració Kirponós tant a Ucraïna com a Rússia pel seu lideratge militar exemplar, el seu coratge i el seu valor.

## Biografia
Mikhaïl Kirponós s'uní a l'exèrcit el 1915 i prengué part en la Primera Guerra Mundial. El 1917 s'uní a l'Exèrcit Roig, va lluitar a la Guerra Civil Russa i es va afiliar al Partit Bolxevic el 1918.
El 1927 es graduà a l'Acadèmia Militar Frunze.
El 21 de març de 1940 rebé el títol d'Heroi de la Unió Soviètica per les seves accions durant la Guerra Soviètico-Finesa.
El febrer de 1941 va ser nomenat comandant del Districte Militar de Kíev, que s'estava transformant en el Front Sud-Oest, a l'inici de la Gran Guerra Patriòtica, on morí al setembre durant la defensa de la ciutat

## Condecoracions
- Heroi de la Unió Soviètica (número 91)
- Orde de Lenin
- Orde de la Guerra Patriòtica de 1a classe (a títol pòstum)
- Medalla del 20è Aniversari de l'Exèrcit Roig